# Georg Pommer (Musiker)

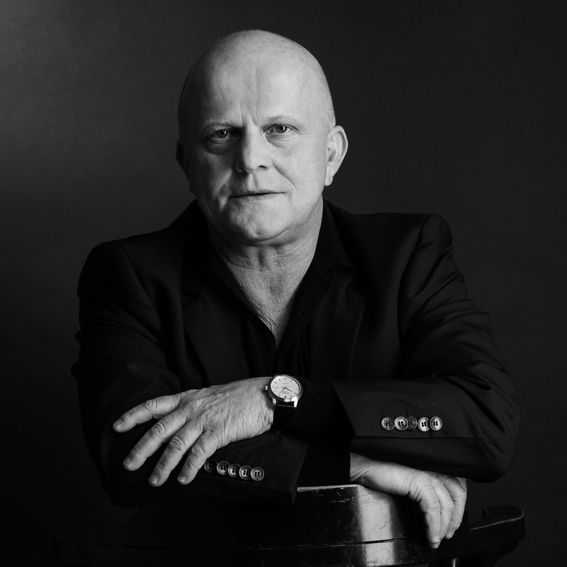
Georg Pommer (2012)

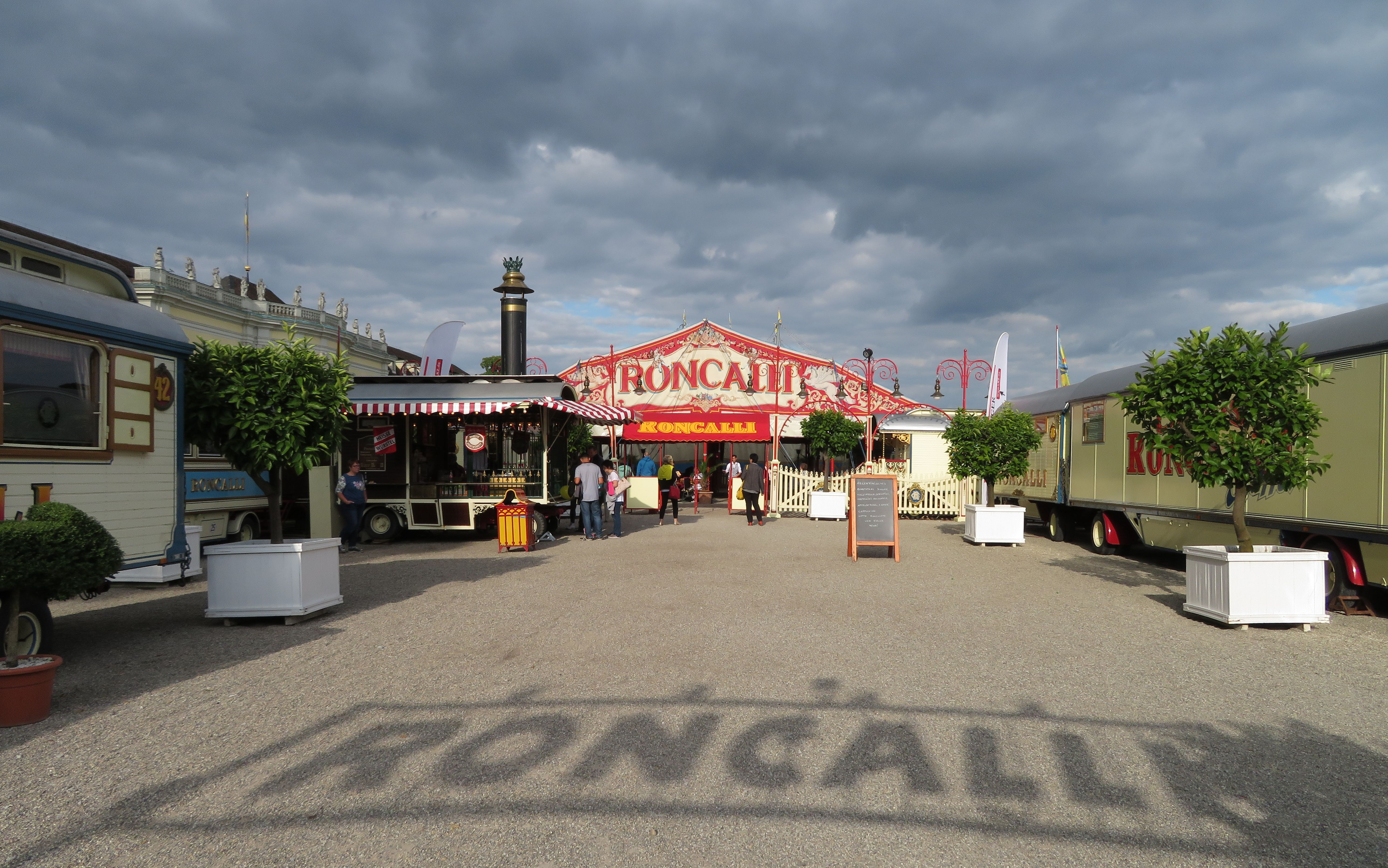
Der Circus Roncalli 2016 im Blühenden Barock

Hans Georg Pommer (* 1958 in Weinheim) ist ein deutscher Pianist und Komponist. Er ist Musikalischer Direktor des Circus Roncalli und möglicherweise der dienstälteste Zirkuskapellmeister der Welt.

## Leben
Georg Pommer erhielt schon als Kind Klavierunterricht bei einem Professor der Musikhochschule Karlsruhe, den er bis zu seinem siebzehnten Lebensjahr an der städtischen Musikschule seiner Heimatstadt Weinheim fortsetzte. Dort erhielt er später auch die ersten Lektionen auf seinem Nebeninstrument – dem Saxofon. Im Alter von elf Jahren begeisterte er sich für Artrock, später gründete er das Georg Pommer-Trio, eine Jazzformation, mit der er in Oslo das Album Nord einspielte.
Georg Pommer studierte in Bern und in Darmstadt Klavier, Komposition und Musikwissenschaften. Seit 2006 studiert Pommer neben seiner Tourneetätigkeit an der HFM Karlsruhe Musikwissenschaft und Musikinformatik. Er graduierte mit einem B.A. in Musikwissenschaften und einem M.A. in Musikinformatik und arbeitet innerhalb des Themengebietes Auditory Perception an seiner Promotion.
Bernhard Paul entdeckte und engagierte ihn, als er während seiner Studienzeit in einer Bigband spielte. Wegen einer Verletzung konnte Pommer bei der ersten Tournee des Zirkus nicht mitarbeiten, doch bald darauf leitete er das Zirkusorchester, das anfangs aus 14 Personen bestand. Mittlerweile sind 50 Musiker bei Roncalli beschäftigt, die oft zeitgleich in mehreren Formationen auftreten. Pommer pflegt im Zirkus mit acht Multiinstrumentalisten aufzutreten. Ungefähr die Hälfte der Kompositionen, die bei Roncalli gespielt werden, stammt aus Pommers Feder. Während der Spielsaison von Februar bis Dezember reist Pommer mit dem Zirkus Roncalli.
Georg Pommer komponiert nicht ausschließlich für den Zirkus. Immer wieder unternimmt Georg Pommer kompositorische Ausflüge zu Film und Fernsehen (u. a. ARD, ZDF, RTL). Er war Gastdozent an der Hochschule für Musik und Theater in München. Zahlreiche musikalische Projekte brachten ihn u. a. zusammen mit dem Deutschen Filmorchester Babelsberg, den Münchner Symphonikern und dem WDR Rundfunkorchester. Die Agenda seiner Kooperationen umfasst so unterschiedliche Künstler wie André Eisermann, Milva, Otto und die Scorpions. Er besitzt ein Tonstudio (GPM-Sound Studio) in Gräfrath bei Solingen, seinem Wohnort, wo CDs eingespielt werden, sowie ein eigenes Label (GPM-Records). Pommer arbeitete unter anderem bereits mit Sting und mit den Scorpions zusammen.
Georg Pommer ist verheiratet und hat zwei Kinder.